# Etyka dziennikarska
Etyka dziennikarska – rodzaj etyki stosowanej; utożsamiana z etyką profesjonalną, koncentruje się na praktycznych problemach związanych z zawodem dziennikarza.
Zawiera się w niej ogół norm i zasad określający zachowania i działania uważane za właściwe w pracy dziennikarza. Jej podstawowe założenia to: dążenie do prawdy, bezstronność i uczciwość, szacunek dla prywatności innych; niezależność od grup interesów, poszanowanie prawa oraz respektowanie dobrych obyczajów. Etyki profesjonalne według Encyclopediaa of Applied Ethics koncentrują się na dwóch obszarach refleksji etycznej: kodeksach etycznych oraz etyce dylematu.

## Kodeksy etyczne
Wyznaczają standardy, normy, wartości oraz rodzaje odpowiedzialności dziennikarskiej. Między innymi:
- Deklarację Paryską zawierającą Międzynarodowe Zasady Etyki Zawodowej w Dziennikarstwie (1983)
- Zgromadzenie Parlamentarne Rady Europy zawierające Europejski Kodeks Deontologii Dziennikarskiej (1993)[3].
- Światowa Karta Etyki Dziennikarskiej z 12 czerwca 2019 roku przyjęta przez 30. Kongres Międzynarodowej Federacji Dziennikarzy[4][5]

### Polskie kodeksy etyki dziennikarskiej
W 1937 roku w oparciu o umowę Związku dziennikarzy RP ze Związkiem Wydawców Dzienników i Czasopism powołano Prasową Komisję Orzekającą. Po II wojnie światowej (w roku 1945) na I Zjeździe Zawodowym Dziennikarzy uchwalono Dziennikarski Kodeks Obyczajowy, który po zmianach (ostatnie w 1991 roku) jest obowiązującym w Stowarzyszeniu Dziennikarzy Rzeczypospolitej Polskiej.
Innym dokumentem deontologii medialnej w Polsce jest Karta etyczna mediów przyjęta w roku 1995 przez wszystkie stowarzyszenia dziennikarskie oraz przez większość organizacji nadawców. Propagatorem Karty było rzymskokatolickie Duszpasterstwo Środowisk Twórczych. Karta ta zawiera 7 zasad dotyczących m.in. prawdy, obiektywizmu, uczciwości, szacunku i tolerancji.
Głównym zarzutem kierowanym pod adresem kodeksów etycznych jest ich mocno idealistyczny charakter, który bazuje na sumieniu i moralności ludzkiej. W praktyce kodeksy etyczne obowiązują tylko wtedy gdy zostaną uznane przez profesjonalistów. Są pozbawione innych sankcji zapewniających ich przestrzeganie, mają tym samym znaczenie honorowe.

## Etyka dylematów
Niejednoznaczne przypadki (Quandry Ethics) to sytuacje, które ze względu na swą wyjątkowość nie są objęte dyrektywami kodeksów. Wbrew pozorom ich występowanie jest bardzo częste, dlatego też sposób rozwiązania problemu opiera się zwykle na opiniach doświadczonych dziennikarzy, medioznawców i analogicznych przykładach z innych krajów. W związku z tym, że Quandry Ethics nie wpisuje się w żadne ogólne normy postępowania, a zaistniałe przypadki wymagają szybkiej reakcji, dla dziennikarzy bardzo pomocne stają się czasopisma branżowe takie jak miesięcznik Press, który zajmuje się Quandry Ethics.